# Пјанкавалино (Мачерата)
Пјанкавалино (итал. Piancavallino) насеље је у Италији у округу Мачерата, региону Марке.
Према процени из 2011. у насељу је живело 18 становника. Насеље се налази на надморској висини од 273 м.